# Ой ти, дівчино, з горіха зерня
«Ой ти, дівчино, з горіха зерня» — поезія українського письменника Івана Франка зі збірки «Зів'яле листя». Набула широкої популярності як українська пісня-романс композитора Анатолія Кос-Анатольського.

## Поезія
Вірш увійшов до збірки поезій Івана Франка «Зів'яле листя», що вийшла 1896 року. «Ой ти, дівчино, з горіха зерня…» написано на зразок української народної ліричної пісні «Ой ти, дівчино, горда і пишна…» Франко описує красу дівчини, використовуючи фольклорні мотиви і порівняння, властиві народній пісні. Дослідники творчості Івана Франка відзначають, що у цій поезії «переплітаються тонкі градації ніжності й відчаю, захоплення й смутку». Ліричний герой Івана Франка «відчуває свою приреченість і зачарованість, містичну трагедійність свого кохання».

## Музичні інтерпретації вірша
Уперше вірш «Ой ти, дівчино, з горіха зерня…» був покладений на музику для чоловічого хору 1895 року буковинським композитором Сидором Воробкевичем. Твір був виконаний 1898 року у Львові під час відзначення 25-ліття творчої та наукової діяльності Івана Франка. Твір був написаний у традиціях німецького хорового співу Liedertafel з використанням характерних для української пісенності ефектів та близьких до фольклорних мелодичні інтонації.
1939 року солоспів на слова цієї пісні написав Станіслав Людкевич, 1960 року здійснив другу редакцію. Твір написаний у європейському жанрі valse-caprice з виразними українськими народнопісенними ознаками. 2017 року цей солоспів був виконаний у Львівській національній галереї мистецтв імені Б. Возницького в рамках ЛюдкевичФеста. 

## Пісня А. Кос-Анатольського
1956 року поезія «Ой ти, дівчино, з горіха зерня…» покладена на музику композитором Анатолієм Кос-Анатольським. Пісня була написана до ювілею автора і вперше прозвучала у виконанні Дмитра Гнатюка на ювілейному концерті в честь сторіччя Івана Франка.
За свідоцтвом Марії Загайкевич твір Кос-Анатольського «почав втрачати своє авторство і виконуватися як народна пісня»
Пісня авторства Кос-Анатольського здобула велику популярність, що спонукало автора до написання кількох версій твору для різних виконавських складів:
- для голосу в супроводі фортепіано (1956);

- для мішаного хору а капела і соло баритона (1961);
- для соліста-тенора і чоловічого ансамблю (1968);
- для голосу, фортепіано, скрипки і віолончелі (1968),
- фантазія на тему пісні «Ой ти, дівчино» для скрипки і фортепіано (1973);
- фантазія на тему пісні «Ой ти, дівчино» для арфи (1973);
- для жіночого вокального терцету з фортепіано (1981).

Фантазія Кос-Анатольського на тему пісні «Ой ти, дівчино» для арфи була перекладена Марією Крушельницькою для фортепіано. Уперше твір був виконаний на концерті невідомих фортепіанних творів А. Кос-Анатольського у 2000 році і увійшов компакт-диску «Невідомий Анатолій Кос-Анатольський».

## Виконавці пісні
Першим виконавцем пісні А. Кос-Анатольського був Дмитро Гнатюк, який її заспівав на ювілейному концерті у сторіччя Івана Франка. Також відома у виконанні Анатолія Солов'яненка, Олександра Василенка, Анатолія Мокренка, Володимира Луціва, ВІА «Кобза», хорової капели «Трембіта» ,  Schmalgauzen та інших виконавців і колективів.